# Melanocorypha mongolica
Calhandra-mongol ou calhandra-da-mongólia (Melanocorypha mongolica) é uma espécie de cotovia da família Alaudidae.
Pode ser encontrada nos seguintes países: China, Mongólia e Rússia.